# آلبالوفوسور
آلبالوفوسور (نام علمی: Albalophosaurus) نام یک سرده از راسته پرنده‌کفلان است.